# Norma Duval
Purificación Martín Aguilera (Barcelona, 4 de abril de 1956), conocida artísticamente como Norma Duval, es una vedette, presentadora y actriz española.

## Carrera artística

### Inicios
Nacida en Barcelona, se trasladó a Madrid, donde vivió su infancia en un chalet de la Colonia Militar Cuatro Vientos por la profesión de su padre. Fue elegida Miss Madrid en 1973 y ese título le sirvió para que Valerio Lazarov, miembro del jurado en el certamen de Miss España, se fijara en ella y le propusiera formar parte de su compañía de actores para representar diferentes obras de teatro. Ese año ganó el certamen Amparo Muñoz.
Más tarde debutó en televisión en el programa ¡Señoras y señores! (1974), junto a otras artistas conocidas en el medio como Ángela Carrasco y Victoria Vera.

### Revista
Sus deseos de montar compañía propia la llevarían a presentar el espectáculo Norma y su ballet, además de acompañar como bailarina a Fernando Esteso en la parodias teatrales Ay Bellotero (1975), Ramona, te quiero (1977) y Ya tenemos risocracia (1978). A finales de 1979 sustituyó a Bárbara Rey como vedette principal del Teatro Lido en el espectáculo Una noche bárbara, junto a Quique Camoiras.
Se consagró finalmente como actriz de revista. En 1980 fue primera vedette del centenario teatro parisino Folies Bergère, antaño frecuentado por Toulouse-Lautrec y por donde han pasado estrellas como Mata Hari, Joséphine Baker y Frank Sinatra. Fue la segunda española que conseguía ser cabeza de cartel de dicho local, tras la Bella Otero. Norma fue una de las últimas estrellas de la revista tradicional, un tipo de espectáculo que durante esos años se encontraba en decadencia y que se mantenía fundamentalmente gracias a los turistas que visitaban París. 
Ya en España y como empresaria, Norma Duval montó diferentes espectáculos con los que recorrió el país y el extranjero. En México y en Italia consiguió grandes éxitos. Avanzada la década de los 80, y coincidiendo con el declive del destape, dejó el mundo del cine para dedicarse exclusivamente al teatro y a sus apariciones en televisión. Cosechó importantes éxitos como la zarzuela La corte de Faraón, que representó en Valencia en 1993.
Tras unos años apartada de los escenarios, en octubre de 2000 estrenó el musical La mujer del año; sin embargo, con posterioridad, decidió abandonar el musical para dedicarse a la interpretación y a la publicidad.

### Cine
A principios de los 80 interviene en varias películas, mayormente de destape que explotan su espectacular belleza. Jesús Yagüe la dirige en Préstame a tu mujer junto a Alfredo Landa y Juan Luis Galiardo. A las órdenes de Germán Lorente protagoniza Tres mujeres de hoy junto a Robin Ellis (Poldark) y Ana García Obregón. Otros títulos fueron la trilogía Victoria de Antoni Ribas, junto a Helmut Berger y Xabier Elorriaga y La mujer del juez, película de gran éxito comercial en la cual trabajó junto a Héctor Alterio.

### Televisión
Ha presentado diversos programas de televisión, casi todos ellos musicales y de entretenimiento y variedades: Superstar (1984) de Fernando Navarrete, Contigo (1988) con Pedro Rollán y José Manuel Parada, Bellezas al agua (1990) con Paco Cecilio, Desde Palma con amor (1991) con Andoni Ferreño, Los domingos por Norma (1992-1993) en Antena 3 y en solitario, Espejo secreto (1997) de nuevo junto a Andoni Ferreño, un programa de Noche de Fiesta en enero de 2000 y diferentes especiales de fin de año. 
Como actriz, protagonizó una adaptación del relato erótico La Lozana andaluza dentro de la serie Las pícaras (1983) y también intervino en un episodio de la serie de televisión London Street y ha protagonizado diversas campañas publicitarias.
En 2014 fue jurado de ¡Mira quién baila! en La 1, junto a Noemí Galera, Ángel Corella y Miguel Ángel Rodríguez «El Sevilla».
En 2020, participó en Mask Singer, bajo la máscara del Unicornio, siendo la tercera eliminada. En la misma edición,participaron celebrities tales como Paz Vega, Terelu Campos o Pepe Navarro.
En 2022, participó en la segunda edición de El Desafío de la mano de concursantes como Raquel Sánchez Silva o Juan Betancourt.
Posteriormente se convertiría en la primera concursante confirmada la séptima edición de MasterChef Celebrity, donde cocinó junto a artistas tales como Patricia Conde, Ruth Lorenzo o Xavier Deltell.
En 2024 fue jurado de Baila como puedas en La 1, junto a Beatriz Luengo, Rafa Méndez y Yolanda Ramos.

## Vida privada
En 1981 mantuvo un romance con Jorge García Lago, al que estuvo prometida. Sin embargo, la familia del joven, que se oponía a la boda, denunció a Norma Duval por allanamiento de morada al instalarse ella en el piso de su novio. El caso, sin embargo, fue sobreseído y el noviazgo se rompió. El joven falleció pocos meses después, el 11 de enero de 1982 a los 32 años como consecuencia de una miastenia gravis que padecía desde hacía tiempo.
En 1983 inicia una relación sentimental con el exjugador de baloncesto Marc Ostarcevic (Croacia, 1941), con quien tiene tres hijos: Marc Iván (1984), Yelko (1986) y Christian (1994). Ambos contrajeron matrimonio el 10 de febrero de 1992 y se separaron en octubre de 2001, divorciándose el 25 de febrero de 2003.
El 20 de octubre de 1993, en el programa radiofónico de Luis del Olmo, Protagonistas, de la Cadena Radiofónica Onda Cero, durante el Debate del Estado de la Nación Española, la vedette acudió para atacar duramente al periodista del corazón Jimmy Giménez-Arnau y contrarrestar la ácida crítica que contra ella había proferido el citado periodista. La indignación de Norma fue tal, que lanzó uno de sus zapatos contra Jimmy, en un «Zapatazo» que hizo historia.
El 29 de septiembre de 2004 contrajo matrimonio con el empresario español, productor y distribuidor cinematográfico, José Frade, del que se divorció el 1 de octubre de 2009. Durante ese matrimonio, Norma Duval, al contrario de lo que nos tenía acostumbrados, desapareció por completo de los medios de comunicación, y apenas nada trascendía a la prensa. Desde 2010, Norma Duval mantiene un romance con el agente inmobiliario alemán Matthias Kühn, quien se dedica exclusivamente a la promoción de mansiones de lujo en las Islas Baleares. Amigo íntimo del tenista alemán Boris Becker, Kühn, se ha convertido en los últimos años en el rey de las fincas de gran calibre en Mallorca, tiene su residencia en la isla Tagomago, que no es de su propiedad, pero de la que es el único inquilino y explotador de los recursos de la isla. Matthias Kühn fue condenado por la justicia mallorquina por evasión de impuestos en 1996. Le fueron embargados todos sus créditos y cuentas, pero no ingresó en prisión.
Su hermana Carla, actriz, falleció el 31 de octubre de 2010 víctima de un cáncer de cuello de útero a los 46 años.
En varias campañas electorales ha manifestado públicamente su apoyo al Partido Popular
En el mes de junio de 2015 contraería matrimonio civil con Matthias Kühn en la isla Tagomago. El día 25 de noviembre Norma anuncia a la revista ¡Hola! su ruptura con Matthias Kühn. En febrero de 2016, la actriz anuncia que ha vuelto con su ex, Matthias Kühn. El 16 de marzo de 2022 anuncia su ruptura con el empresario alemán Matthias Khün. El 6 de julio de 2022, Norma Duval y Matthias Kühn anuncian que se vuelven a reconciliar cinco meses después de su ruptura. Contrajeron matrimonio civil en Gstaad en noviembre de 2022, con la sola presencia de sus dos testigos.
Su madre, Purificación Aguilera, que padecía durante más de diez años alzheimer, falleció en Madrid, el 24 de mayo de 2021, a los 89 años.